# Sandra S. Phillips
Pour les articles homonymes, voir Phillips.
Sandra S. "Sandy" Phillips (née en 1945) est une écrivaine et conservatrice américaine travaillant dans le domaine de la photographie. Elle est conservatrice émérite de la photographie au San Francisco Museum of Modern Art et rejoint le musée en tant que conservatrice de la photographie en 1987. Elle est promue conservatrice principale de la photographie en 1999 en reconnaissance de ses contributions considérables à la SFMOMA,. Historienne de la photographie et ancienne conservatrice de la Vassar College Art Gallery de Poughkeepsie (État de New York), Phillips succède à Franck Van Deren Coke à la tête de l'un des départements de photographie les plus actifs du pays. Phillips quitte son poste à temps plein en 2016.
Peter Galassi, conservateur en chef de la photographie au Museum of Modern Art de New York, a déclaré : « Je pense qu'elle est l'une des meilleures conservatrices de photographie que quiconque ait jamais connu. ». 

## Vie et travail
Le père de Phillips est Joseph Sammataro, « un immigrant de Sicile devenu architecte new-yorkais » et sa mère est Nelva Weber, « la fille d'un fermier de l'Illinois qui devint une célèbre architecte paysagiste et auteure ». Elle grandit dans l'Upper East Side et reçoit un BA en art et histoire de l'art du Bard College en 1967, une maîtrise du Bryn Mawr College en 1969 et un doctorat en histoire de l'art en 1985 à l'Université de la ville de New York, où elle s'est spécialisée dans l'histoire de la photographie et de l'art américain et européen de 1849 à 1940,. Sa thèse de doctorat porte sur André Kertész . 
Elle a brièvement enseigné l'histoire de la photographie au Mills College, et est conservatrice à la Vassar Art Gallery. 
Le premier grand projet de Phillips fut l'exposition André Kertész: Of Paris and New York en 1985, organisée par l'Art Institute of Chicago et présentée au Metropolitan Museum of Art de New York, en collaboration avec les conservateurs de ces musées. Elle s'intéresse à la photographie vernaculaire.  Son exposition SFMOMA Police Pictures: The Photograph as Evidence, « examine des clichés de photos d'identité et des scènes de crime et a été la première exposition muséale du genre »,. Exposed: Voyeurism, Surveillance, and the Camera since 1870, co-organisée avec Simon Baker à la Tate Modern, examine l'aspect voyeuriste de la photographie.  

## Expositions organisées par Phillips
- 1985 : André Kertész: Of Paris and New York, Art Institute of Chicago et Metropolitan Museum of Art.
- 1989 : A History of Photography from California Collections, Musée d'art moderne de San Francisco.
- 1989 : John Gutmann, Musée d'art moderne de San Francisco.
- 1991 : Helen Levitt, Musée d'art moderne de San Francisco.
- 1992 : Wright Morris: Origin of a Species, Musée d'art moderne de San Francisco.
- 1994 : Dorothea Lange: American Photographs, Musée d'art moderne de San Francisco.
- 1995 : William Klein New York 1954-1955, Musée d'art moderne de San Francisco.
- 1995 : Commonplace Mysteries: Photographies by Peter Hujar, Andrea Modica et Bill Owens, Musée d'art moderne de San Francisco.
- 1995 : Public Information: Desire, Disaster, Document, Musée d'art moderne de San Francisco.
- 1995 : Ansel Adams at 100 ans, Musée d'art moderne de San Francisco.
- 1996 : Crossing the Frontier: Photographs of the Developing West, 1849 to the Present, Musée d'art moderne de San Francisco.
- 1997: Police Pictures: The Photograph as Evidence, Musée d'art moderne de San Francisco.
- 1997 : Jim Goldberg : Raised by Wolves, Musée d'art moderne de San Francisco[8].
- 2003 : Diane Arbus Revelations, Musée d'art moderne de San Francisco[9].
- 2004 : Daido Moriyama: Stray Dog, Musée d'art moderne de San Francisco[10].
- 2004 : Shomei Tomatsu: Skin of a Nation, Musée d'art moderne de San Francisco[11].
- 2004 : Larry Sultan: The Valley, Musée d'art moderne de San Francisco[12].
- 2005 : Taking Place: Photographs from the Prentice and Paul Sack Collection, Musée d'art moderne de San Francisco.
- 2005 : Robert Adams: Turning Back, Musée d'art moderne de San Francisco[13].
- 2005 : John Szarkowski, Photographs, Musée d'art moderne de San Francisco[14].
- 2006 : Mexico as Muse: Tina Modotti and Edward Weston, Musée d'art moderne de San Francisco[15].
- 2006 : Beyond Real: Surrealist Photography and Sculpture from Bay Area Collections, Musée d'art moderne de San Francisco.
- 2007 : Henry Wessel, Musée d'art moderne de San Francisco.
- 2009 : Face of our Time, Musée d'art moderne de San Francisco.
- 2010 : Exposed: Voyeurism, Surveillance and the Camera since 1870, Musée d'art moderne de San Francisco[16].
- 2011 : Face of our Time, Musée d'art moderne de San Francisco[17].
- 2012 : Rineke Dijkstra: Retrospective, Musée d'art moderne de San Francisco[18].
- 2012 : South Africa in Apartheid and After: David Goldblatt, Ernest Cole, Billy Monk, Musée d'art moderne de San Francisco[19].

## Publications

### Contributions écrites de Phillips
- (en) Charmed Places: Hudson River Artists and their Houses, Studios and Vistas, New York, Harry N. Abrams, 1988
- (en) Perpetual Motif: The Art of Man Ray, New York, Abbeville Press, 1988
- (en) Eyes of Time: Photojournalism in America, New York, New York Graphic Society, 1988 (ISBN 978-0821216576)
- (en) About Face, San Francisco, Pier 24 Photography, 2014 (ISBN 978-0-9839917-2-4)

## Récompenses
- 2000 : Résidente à l'Académie américaine de Rome[20].
- 2000 : Bourse de la Japan Foundation pour étudier la photographie japonaise au Japon.
- 2013 : Prix Vision du Center for Photography at Woodstock[21],[22].